# Coppel
Coppel, S.A. de C.V., es una empresa mexicana fundada en 1941 con sede en Culiacán, Sinaloa, México, que también cuenta con sucursales en Argentina y anteriormente en Brasil. Se integra por tres unidades de negocio: "Tiendas Coppel", "BanCoppel" y "Afore Coppel".

## Historia
El origen de Tiendas Coppel se remonta a 1941, cuando don Luis Coppel Rivas decidió, junto con su hijo Enrique Coppel Tamayo, trasladarse de Mazatlán a Culiacán, Sinaloa para establecer una tienda que se llamó El Regalo, y que con el tiempo terminó vendiendo radios y relojes.
Después de la Segunda Guerra Mundial, los clientes no tenían liquidez para comprar de contado, por lo que nace la oferta de compras a crédito. Con el paso del tiempo se introdujeron nuevas líneas de productos, entre ellas el área de ropa.
Grupo Coppel ha construido tres líneas de negocio: tiendas departamentales y comercio electrónico y servicios financieros, a través de las marcas: tiendas Coppel, BanCoppel y Afore Coppel.
Coppel empezó labores con su fundador, Enrique Coppel Tamayo, con un local en Mazatlán, Sinaloa, gracias a una herencia de $5.000 que recibió su tía. El 14 de enero de 1939 se muda a la calle Ángel Flores en la ciudad de Mazatlán con el nombre original de "El Regalo" donde se vendían desde abarrotes hasta recuerdos importados de Europa. En 1941 abre un segundo local en Culiacán, frente al teatro Apolo.
En 1956 El Regalo se convierte en Sucursal de Coppel, extensión de Comercial Coppel, S.A. En 1961 se abre la tercera tienda Coppel Escobedo como Mueblera Coppel, que después se fusionaría con Comercial Coppel, y que para el 1 de agosto de 1965 se constituyera bajo la denominación de Almacenes Coppel, con una duración de 20 años. Posteriormente en 1979, en una asamblea de accionistas, se transformó en Almacenes Coppel S.A de C.V. y modificó su duración de 20 a 99 años. Para 1982 Enrique Coppel Tamayo cedió el liderazgo de la empresa a su hijo mayor, Enrique Coppel Luken. El 28 de abril de 1992, durante otra asamblea de accionistas, cambió su denominación social a Coppel, el nombre comercial con el que se identifican las tiendas actualmente.
El negocio de 24 tiendas que era el grupo en 1990, se ha convertido en un conglomerado con 402 puntos de venta, incluidas 153 zapaterías Canadá, marca que la empresa adquirió en 2002. Esto permitió a Coppel convertirse en uno de los principales distribuidores, no sólo de calzado, sino también de teléfonos celulares, ropa, televisores y muebles. Para 2006 Coppel abre 93 tiendas, cuenta con 376 sucursales Coppel y 204 Coppel Canada; en mayo inicia Afore Coppel. 
En 2008, Agustín Coppel Luken, el menor de los siete hermanos, asumió la dirección general tras haberse desempeñado como director de marketing y operaciones de distribución. Agustín participó activamente en la expansión internacional de la empresa, con el inicio de operaciones en Brasil y Argentina en 2010. En 2015, compró las 51 tiendas Viana para convertirlas en tiendas Coppel con una inversión de $2,500 millones de pesos.
En 2019, fue incluida como una de las 100 empresas más grandes del país, según el ranking de Expansión, con ventas superiores a las de tiendas como Sears, El Palacio de Hierro y Famsa, y de bancos como Santander, Inbursa y Scotiabank. Ese mismo año termina operaciones en Brasil.
En octubre de 2018, la empresa buscó regresar a la Bolsa Mexicana de Valores, luego de que en 2007 retirara sus acciones, por no cumplir con ciertos requisitos de listado, según informes del diario El Financiero. Según declaraciones al sitio especializado Arena Pública, la colocación sería la «más grande desde la entrada de Santander en 2012 al mercado bursátil» y se realizaría «hacia la última semana de octubre o la primera de noviembre [de 2018]». No obstante, días antes de la mayor colocación accionaria de la BMV, Coppel decidió cancelarla por razones no anunciadas. Según el medio Arena Pública, Coppel habría esperado la reacción del mercado durante la oferta pública inicial (OPI) de Banca Mifel para tomar la decisión de salir o no a bolsa mexicana.
En julio de 2025, Diego Coppel Sullivan asumió como la dirección general y Agustín Coppel Luken continuó como Presidente del Consejo de Administración.
Actualmente esta empresa cuenta con más de 1,800 sucursales en México y 27 tiendas en Argentina.

## Servicios
Actualmente, la cadena Coppel se encuentra brindando los siguientes servicios:
- Afore Coppel: Administradora de Fondos para el Retiro que brinda servicio a más de 14 millones de trabajadores y promueve la inclusión financiera de los mexicanos al sistema de ahorro formal. Cuenta con módulos de atención  en más de 600 ciudades de México.
- Crédito Departamental Coppel.
- Tiendas Coppel: Cadena de tiendas departamentales que ofrece una gran variedad de productos. Cuenta con más de 1,700 puntos de venta en México. Ofrece a sus clientes financiamiento para hacer sus compras.
- Omnicanalidad: Grupo Coppel brinda atención en horarios extendidos en más de 1,700 puntos de venta, servicio de comercio electrónico 24/7 en el sitio en línea Coppel.com, la aplicación móvil, Chat y WhatsApp. Coppel cuenta con 24 Centros de Distribución y más de 2,800 vehículos que permiten realizar la entrega de 40 mil pedidos diarios.
- Tienda en línea: Coppel.com.
- Fundación Coppel: Fundación es el brazo filantrópico de  Grupo Coppel que atiende iniciativas en congruencia con tres ejes fundamentales: Educación y liderazgo, Desarrollo económico y ambiental, y bienestar en la comunidad.
- Financiera Sale Vale.
- Compras telefónicas.
- Pago de servicios (CFE, Telmex, Movistar, TotalPlay, Izzi y Crédito).
- Envíos de dinero con DineroYa y MoneyGram (Nacional y a Estados Unidos).
- BanCoppel: BanCoppel ofrece productos y servicios financieros desde su fundación en 2007.

## Sucursales
Coppel cuenta actualmente con 1,800 tiendas alrededor de todo México.
 México1,800 Sucursales
Además de tener presencia en México, también tiene presencia en Argentina desde 2010. Actualmente, cuenta con 32 tiendas en Buenos Aires y un centro de distribución.
 Argentina27 Sucursales

## Controversias

### Incendio en la tienda Coppel Culiacán, Sinaloa, mueren 6 trabajadoras durante un inventario nocturno
El 6 de noviembre de 2010, un incendio en la sucursal Coppel Hidalgo de Culiacán, Sinaloa ocasionó la muerte de 6 trabajadoras de la empresa que realizaban un inventario nocturno con todas las puertas cerradas con llave. La Secretaría del Trabajo y Previsión Social (STPS) señaló que una serie de violaciones a la Ley del Trabajo, donde la empresa aseguraba puertas y ventanas como medida antirrobo, contribuyeron al acontecimiento.

### Discriminación de parte de empleados de Coppel a dos personas en situación de calle en Tepic, Nayarit
En el año 2015, en la ciudad de Tepic, Nayarit, 3 empleados de la tienda Coppel intentaron echar de la entrada de las afueras de la tienda a dos personas en situación de calle, debido a que sólo eran mala imagen para la sucursal.

### Incidente de ciberseguridad de 2024
El 13 de abril de 2024 por la noche, clientes de Coppel denunciaron fallas en el sistema de pagos, tanto en sucursales físicas como en la aplicación móvil. Después de días de afectación en el servicio, la empresa comunicó que habían sufrido un "incidente de ciberseguridad", aunque descartó que los datos personales de sus usuarios hayan sido comprometidos. La empresa también notificó que no cobrará intereses a las personas que no pudieron cubrir su adeudo debido a los fallos del sistema.